# Guram Tushishvili
Guram Tushishvili (in georgiano გურამ თუშიშვილი?; Kojori, 5 febbraio 1995) è un judoka georgiano.

## Palmarès
- Giochi olimpici

Tokyo 2020: argento nei +100 kg.
- Mondiali

Baku 2018: oro nei +100 kg.
Tashkent 2022: bronzo nei +100 kg.
Doha 2023: bronzo nella gara a squadre.
Abu Dhabi 2024: argento nei +100 kg, bronzo nella gara a squadre.
Budapest 2025: oro nella gara a squadre, argento nei +100 kg.
- Europei

Varsavia 2017: oro nei +100 kg e nella gara a squadre.
Praga 2020: bronzo nei +100 kg.
Lisbona 2021: bronzo nei +100 kg.
Sofia 2022: bronzo nei +100 kg.
Montpellier 2023: argento nei +100 kg.
Zagabria 2024: argento nei +100 kg e nella gara a squadre.
Podgorica 2025: oro nella gara a squadre.
- Giochi europei

Minsk 2019: oro nei +100 kg.
Cracovia 2023: oro nella gara a squadre.
- Europei juniores

Parenzo 2012: bronzo nei 100 kg.
Sarajevo 2013: oro nei 100 kg.
Oberwart 2015: oro nei +100 kg.
- Mondiali cadetti

Kiev 2011: oro nei 90 kg.
- Europei cadetti

Cottonera 2011: bronzo nei 90 kg.

### Vittorie nel circuito IJF
| Data              | Località        | Paese       | Categoria     |
| ----------------- | --------------- | ----------- | ------------- |
| 12 marzo 2017     | Baku            | Azerbaigian | Grand Prix    |
| 17 dicembre 2017  | San Pietroburgo | Russia      | World Masters |
| 1º aprile 2018    | Tbilisi         | Georgia     | Grand Prix    |
| 29 luglio 2018    | Zagabria        | Croazia     | Grand Prix    |
| 15 dicembre 2018  | Canton          | Cina        | World Masters |
| 22 settembre 2019 | Tashkent        | Uzbekistan  | Grand Prix    |
| 23 febbraio 2020  | Düsseldorf      | Germania    | Grand Slam    |